# Тишков, Андрей Васильевич
Андрей Васильевич Тишков (26 декабря 1959, Москва — 30 июля 1984, Москва) — советский хоккеист, нападающий.

## Биография
Воспитанник московского «Динамо». Выступал за динамовские команды Москвы (1978/79 — 1979/80), Минска (1978/78), Харькова (1979/80), Риги (1980/81 — 1982/83). В сезоне 1983/84 играл за «Кристалл» Саратов.
30 июля 1984 года погиб в автокатастрофе. Похоронен на Долгопрудненском кладбище.